# Ernst Walser
Ernst Walser (* 11. April 1878 in Wohlen; † 29. Juni 1929 in Basel) war ein Schweizer Romanist. Hauptthema seiner Forschungen und Publikationen waren die Weltanschauungen der Renaissance.

## Leben
Ernst Walser wurde 1878 in Wohlen im Aargau als Sohn eines Kaufmanns und Industriellen geboren. Seine Familie gehörte zum Stamm der Walser. Trotz schwacher ererbter physischer Konstitution mit dem Risiko des Erblindens entschied sich Walser zu einer wissenschaftlichen Laufbahn. Der Vater verstarb früh (1894), seine Rolle übernahm sein Onkel, der Professor für Pathologie in Basel Albert Dubler, und nach dessen Tod 1903 dessen Freund, der Mediziner Prof. Moritz Roth. Dubler und Roth förderten bei Walser naturwissenschaftliche und insbesondere botanische Interessen, die es ihm später ermöglichten, mit Botanik als Nebenfach zu doktorieren. 1899 erwarb Walser die Maturität.
Nach dem Versuch einer kaufmännischen Ausbildung begann er 1901 ein Studium an der École des haute études, an der Sorbonne und am Collège de France in Paris, ab 1902 in Zürich. Er studierte 1904/05 in Florenz, dann wieder in Zürich, wo er 1907 in den Fächern romanische Philologie und Botanik promovierte. In Zürich lernte er auch seine Frau Marguerite Walser-Escher kennen, die ihn bei seinen Archivstudien in vielen italienischen Städten unterstützte. Mit ihr hatte er drei Kinder.
Nach der Promotion lebte Walser in Florenz und Rom, wo er an einer Schrift zu dem bedeutenden Florentiner Humanisten Poggio Bracciolini (Poggius Florentinus) arbeitete, zunächst ohne beruflich gebunden zu sein. Mit dieser Schrift habilitierte sich Walser 1912 in Zürich und begann seine Tätigkeit als Privatdozent.  Er wurde 1919 als Dozent (Extraordinarius) für italienische Sprache und Literatur an die Universität Basel berufen und ebendort 1926 zum Ordinarius für Italienische Literatur ernannt. Im Herbst 1926 ging er als Austauschprofessor nach Cambridge. Nach einem letzten Besuch in Rom und Florenz 1928 erlitt er eine Nierenvergiftung. Er starb in der Nacht vom 28. zum 29. Juni 1929.
Walser hielt in Basel eine Vielzahl öffentlicher Vorträge, sowohl im Bernoullianum als auch an der Volkshochschule, die er zeitweise auch leitete.
Er vermittelte seiner Umgebung, trotz gesundheitlichen Problemen, ein Bild von Heiterkeit und Freiheit. Von Natur war er alles andere als sesshaft.
Walser entfernte sich in seinem Leben vom ererbten Katholizismus und näherte sich dem Protestantismus an.
Sein Sohn war der Althistoriker Gerold Walser (1917–2000).

## Werke (Auswahl)
- Gesammelte Studien zur Geistesgeschichte der Renaissance. Verlag Benno Schwabe, Basel 1932 (mit einem Vorwort von Werner Kaegi).
- Poggius Florentinus. Leben und Werke. Teubner, Leipzig 1914.
- Die Theorie des Witzes und der Novelle nach dem De sermone des Jovianus Pontanus: ein gesellschaftliches Ideal vom Ende des XV. Jahrhunderts. Dissertation. Universität Zürich. Trübner, Strassburg 1908.